# Salabre

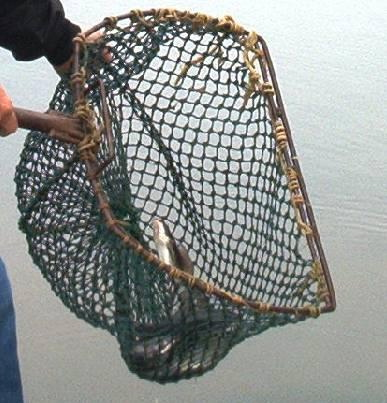
Salabre

Se significa con el nombre de salabre así como los de redeña, manguilla y otros a una pequeña armazón de madera a modo de pala de jugar al volante, y a un corto saco o manga de red. En Chile le llaman chinguillo.
Este instrumento, en rigor, no es arte de pescar, pero la mayor parte de los pescadores necesita de él en las operaciones de su ejercicio como los palangreros, los que pescan al candil, los pescadores de sardina, los de caña y otros. Porque sin el auxilio del salabre, que en sustancia no es otra cosa que una manejable cuchara de red, perderían muchos peces que hallándose dentro de las redes o clavados en los anzuelos suelen no obstante escaparse con mucha facilidad, y con él los recogen.
Las figuras del salabre varían porque cada uno elige la que mejor le parece y conforme considera podrá usar con agilidad. Por lo mismo, tampoco está sujeto a medidas determinadas. Para formarle se echa mano de un aro de tonel o bien vara de avellano u otro árbol cuya madera flexible proporcione sin resistencia la curvatura cosiendo alrededor la boca del saco de red. Otros, finalmente, echan mano de una vara gruesa que tenga guías en forma de horquilla para el salabre con advertencia que este queda abierto por los extremos de los brazos que asegura un cordel atado en ambos y en lugar de manga o saco es un pedazo de red cortado en forma de triángulo cosido a los mismos brazos y enfiladas las mallas por el cordel que se halla afianzado a sus extremos, de suerte que centralmente siempre quede algún abolsamiento.